# Tympanophora insolita
Tympanophora insolita är en insektsart som beskrevs av Edgar F. Riek 1976. Tympanophora insolita ingår i släktet Tympanophora och familjen vårtbitare. Inga underarter finns listade i Catalogue of Life.